# Buthiscus
Buthiscus es un género de escorpiones de la familia Buthidae descrito por Birula en 1905. Contiene una sola especie, Buthiscus bicalcaratus Birula, 1905.

## Especies
El siguiente es el nombre científico de la única especie que compone el género Buthiscus; a la derecha de éste está el apellido de su descubridor y el año en que fue descubierta.
- Datos: Q19888269
- Especies: Buthiscus